# March 2-4-0
March 2-4-0 – eksperymentalny sześciokołowy samochód Formuły 1, który nigdy nie wystartował w wyścigu. Został zbudowany pod koniec 1976 roku przez Robina Herda, projektanta pracującego dla firmy March Engineering z siedzibą w Bicester (Wielka Brytania), a testowano go na początku 1977 roku.

## Pierwowzór
Im mniejsza średnica przednich kół w samochodach Formuły 1, tym mniejszy jest opór aerodynamiczny. Jednakże mniejsza średnica przednich kół oznacza gorszą przyczepność samochodu, a co za tym idzie, mniejszą prędkość na zakrętach. Wskutek tego Derek Gardner, projektant Tyrrella, wymyślił, żeby skonstruować samochód o mniejszych kołach przednich, ale umieścić z przodu nie dwa, a cztery koła. W ten sposób powstał model Tyrrell P34, posiadający z przodu cztery koła o średnicy 10 cali (inne ówczesne samochody miały dwa przednie koła o średnicy 16 cali). Wszystkie cztery przednie koła modelu P34 były skrętne.
Tyrrell P34 odnosił umiarkowane sukcesy. Największym z nich było podwójne zwycięstwo podczas Grand Prix Szwecji 1976, kiedy to Jody Scheckter wygrał, a drugi był Patrick Depailler. Sezon 1976 Tyrrell ukończył na trzeciej pozycji. Sezon 1977 był słabszy, a zespół ukończył go na szóstej pozycji w klasyfikacji generalnej. Projekt upadł głównie z powodu braku właściwego rozwoju małych opon przednich oraz ciężkiego przedniego zawieszenia.

## Pomysł

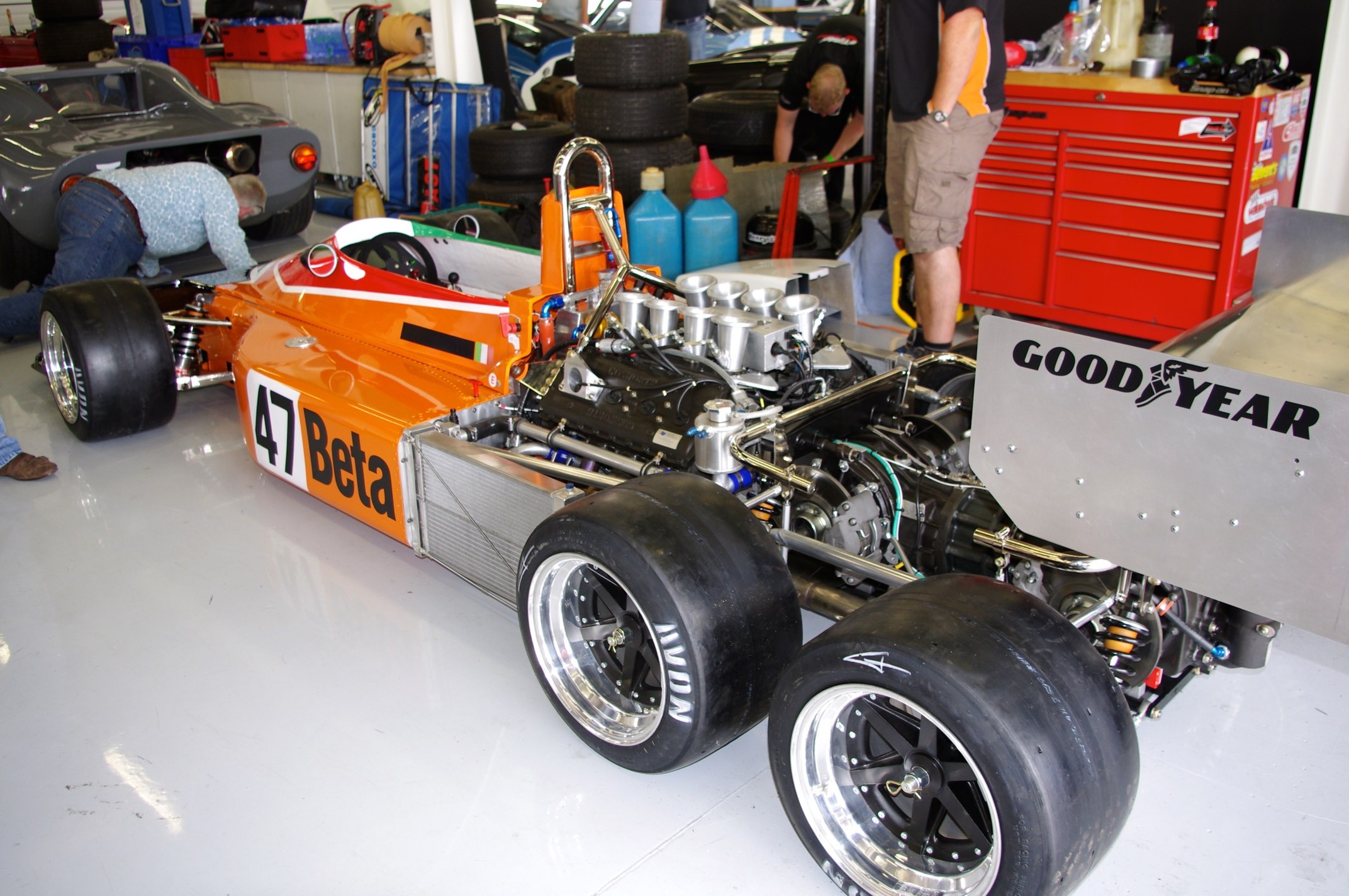
March 2-4-0

Robin Herd uważnie obserwował model P34. Pod koniec 1976 roku stwierdził, że samochód z czterema kołami z przodu może być "ślepą uliczką". W jego ocenie bowiem ulepszona aerodynamika z przodu może negatywne wpływać na tylne, 24-calowe koła, stanowiące od 30 do 40% całkowitego oporu. Wymyślił więc, by dodać dwa koła, ale z tyłu, co może być bardziej użyteczne dla napędzanych kół.
Mając to na uwadze, Herd sporządził plany sześciokołowego samochodu z czterema napędzanymi kołami z tyłu, a dwoma z przodu. Wszystkie miały średnicę 16 cali, a to dlatego, że Herd uważał, iż identyczna średnica wszystkich kół spowoduje, iż samochód będzie "zgrabniejszy" niż konkurenci, ale też przez tylny spojler będzie przechodziło "czystsze" powietrze. Cztery koła napędzane oznaczały również według niego lepszą przyczepność. Ponadto w związku ze standardową średnicą kół, nie byłoby w przeciwieństwie do Tyrrella problemu z oponami.
Herd nazwał projekt "2-4-0". W notacji Whyte'a oznacza to, że lokomotywa ma dwa koła przednie, cztery napędzane i zero tocznych. Tak też było w modelu March 2-4-0.

## Projekt, konstrukcja i rozwój
Z widocznymi zaletami koncepcji Herda, Max Mosley (partner Herda w March Cars) zgodził się na zbudowanie modelu 2-4-0. Mosley zauważył, że nietypowość P34 przynosiła wiele dodatkowych korzyści dla Tyrrella. Ponadto oprócz zalet technicznych Mosley uważał, że sześciokołowy March byłby atrakcyjny dla potencjalnych sponsorów.
Jednakże na przełomie lat 1976/1977 March przeżywał załamanie finansowe, a koszty rozwoju całkowicie nowego samochodu sześciokołowego byłyby wysokie. Na skutek tego do budowy Marcha 2-4-0 użyto tak wielu części modelu 761, jak to możliwe. Samochód budował zespół inżynierów pod kierownictwem Wayne’a Eckersleya.

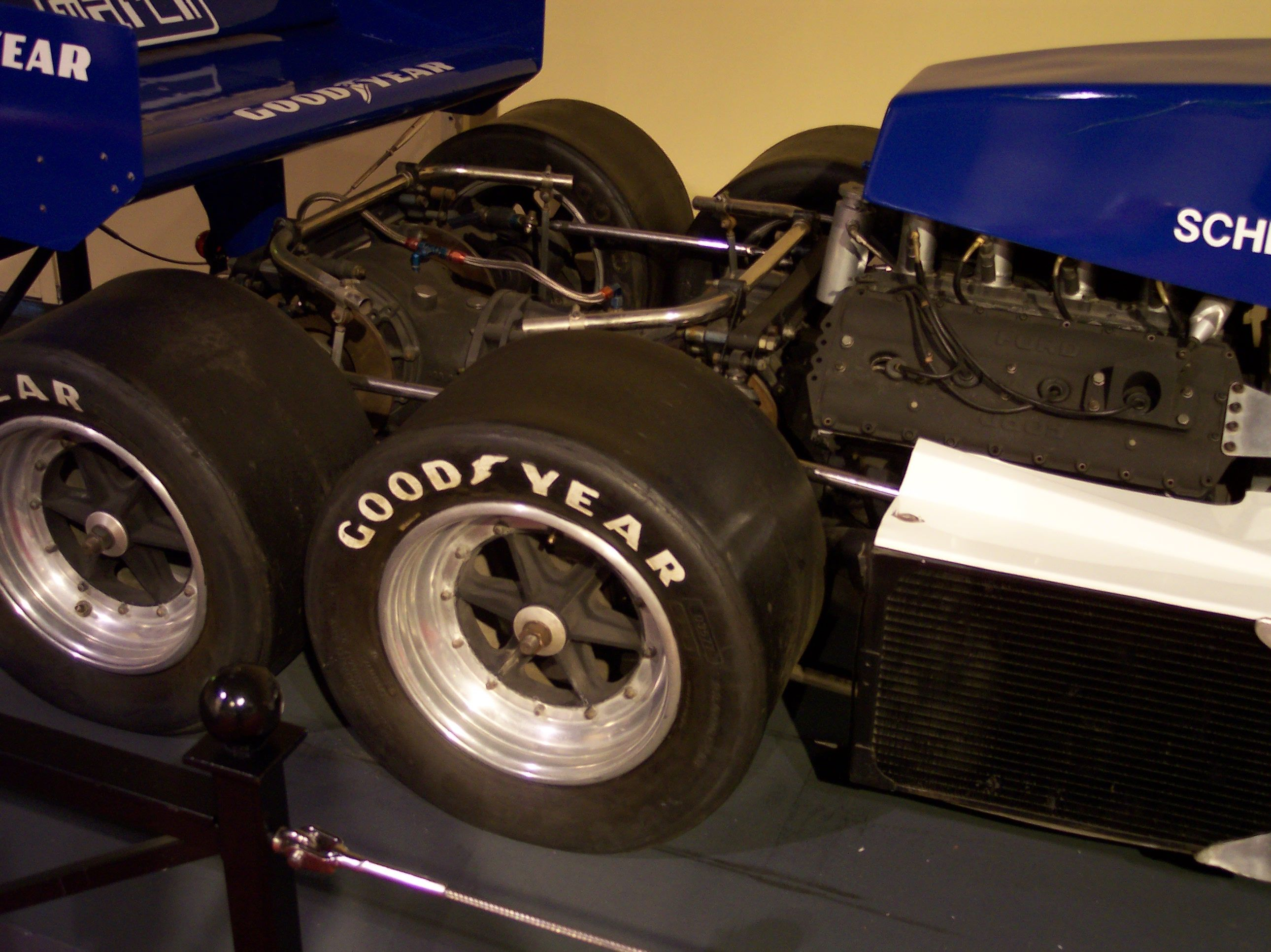
Tył Marcha 2-4-0

Kluczową kwestią dla samochodów z czterema napędzanymi kołami z tyłu jest skrzynia biegów. Należało zbudować taką, która minimalizowałaby straty mocy tarcia. Skrzynia biegów powinna być również mocniejsza (i, co za tym idzie, cięższa), by przeciwdziałać większemu skręcaniu i naciskom na zginanie, które zastosowany w Marchu 2-4-0 system mógłby generować.
Oryginalny projekt skrzyni biegów wykonany przez Herda brał pod uwagę te cechy. Herd postanowił także o wzmocnieniu żeber. Jednakże zdecydowano, że wykonanie takiej skrzyni biegów będzie bardzo skomplikowane i kosztowne. By zredukować koszty, usuwano z rysunków niektóre żebra.
W projekcie wykorzystano de facto skrzynię biegów Hewland, do której dodano nowe obudowy, koła zębate i zębatki.
Gdy 2-4-0 został częściowo zabudowany, prasa została zaproszona do fabryki pod koniec listopada 1976 roku, by obejrzeć do tej pory "tajny" projekt. Pokazanie projektu spowodowało ogromne ilości artykułów w wielu czasopismach. Zdjęcie modelu pojawiło się na okładce Autosportu z 2 grudnia 1976 roku.
Jednakże March 2-4-0 nigdy nie wystartował. Następcą modelu 761 został ostatecznie 771, opierający się po części na swoim poprzedniku.

## Wyścigi górskie
W roku 1979 Roy Lane, biorący udział w wyścigach górskich, reaktywował koncepcję modelu 2-4-0. Kupił on model 771 i wypożyczył układ napędowy od 2-4-0. Lane był w stanie łatwo dopasować ją do swojego samochodu.
Korzystając z modelu 771/2-4-0, Lane wygrał kilka brytyjskich wyścigów górskich, w tym pierwsze w tamtym sezonie zawody w Wiscombe Park. Jednakże samochód okazał się kłopotliwy i Lane zrezygnował z układu napędowego modelu 2-4-0.

## Spuścizna
Koncepcja modelu 2-4-0 nigdy nie została obalona. Jest możliwe, że jeśli program redukcji masy byłby realizowany (przy użyciu lżejszych i mocniejszych materiałów) i poprawionoby sterowność samochodu, odnosiłby on sukcesy w Formule 1.
Wydaje się, że zespół Williams zgadzał się z koncepcją Herda, albowiem w 1982 roku zespół ten zbudował oparty na 2-4-0 sześciokołowy model FW08B. Nigdy nie wystartował on w wyścigu, a FIA wkrótce zakazała w wyścigach Formuły 1 startu "sześciokołowcom". Model FW08B znajduje się obecnie w muzeum Williamsa.
Mimo braku startów w wyścigach Formuły 1, March 2-4-0 przyniósł pewne zyski, na przykład dzięki sprzedaniu licencji firmie Scalextric na produkcję replik tego modelu w skali 1:32.